# تويوتا كوستر

حافلة قديمة من نوع كوستر عقد 1980م بالعاصمة السعودية الرياض.

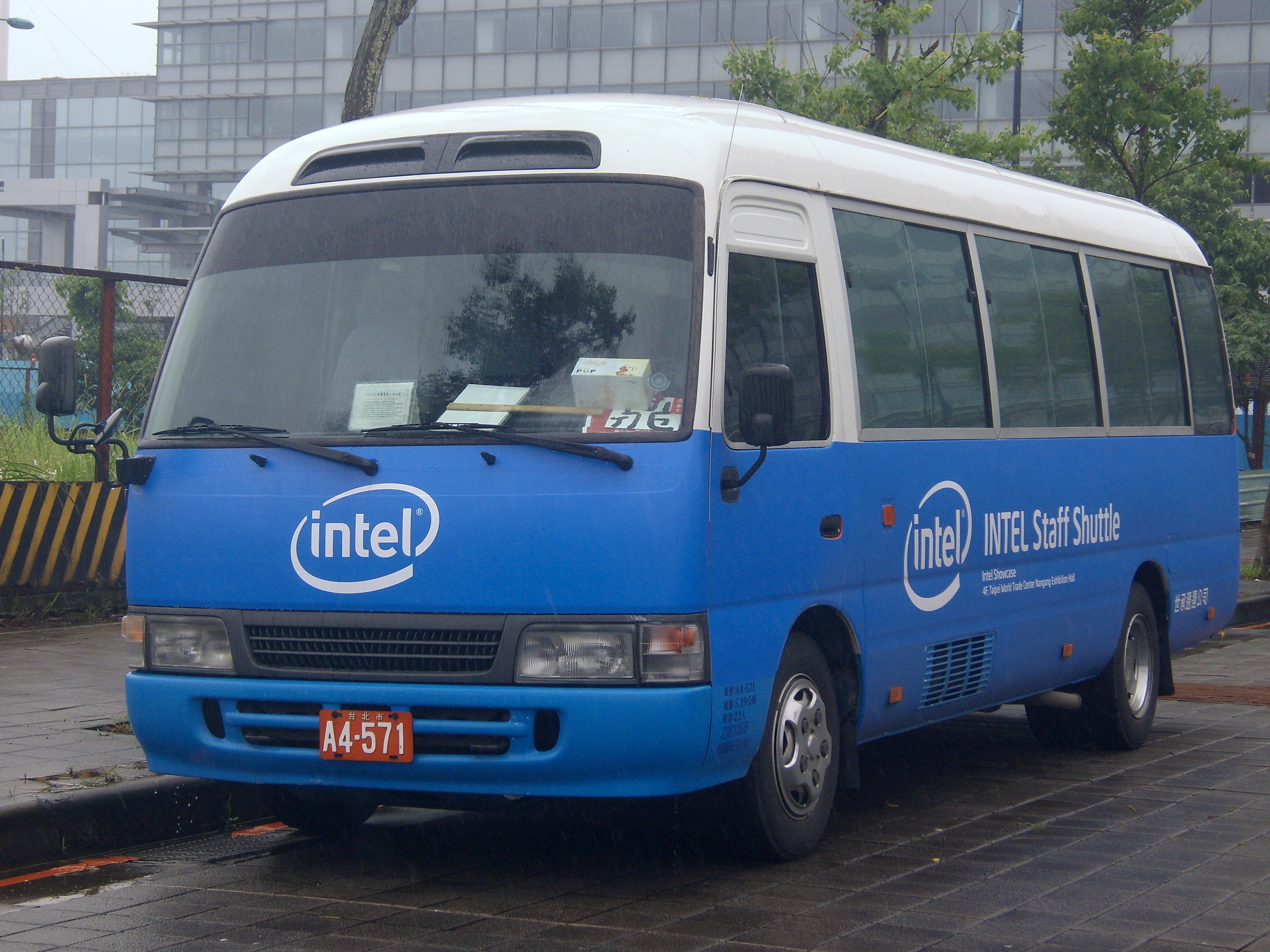
حافلة كوستر التابعة لإحدى الشركات الحوسبة الشهيرة

تويوتا كوستر (بالإنجليزية: Toyota Coaster)‏ هي إحدى طرازات الحافلات الصغيرة التي تنتجها شركة تويوتا للسيارات.
تتسع تويوتا كوستر من 21 راكباً إلى 29 ومحركها يعمل بالديزل. راج سوقها بشدة سواءً في الشركات أو كوسيلة مواصلات أو حافلة مدارس أو سيارة إسعاف وفي شركات الإيجار. من أكثر المناطق استخدماً لهذا الطراز هي هونغ كونغ كما نجحت بمنطقة الشرق الأوسط وبوليفيا وأستراليا وغيرها.